# Traspirabilità dei materiali
In edilizia e nella scienza dei materiali, per traspirabilità di un materiale (in inglese "breathability") si intende la capacità di un materiale (ad esempio un materiale edilizio o un materiale tessile) di essere attraversato dall'aria umida.
La traspirabilità è in genere correlata alla porosità del materiale.

## I vantaggi della traspirazione

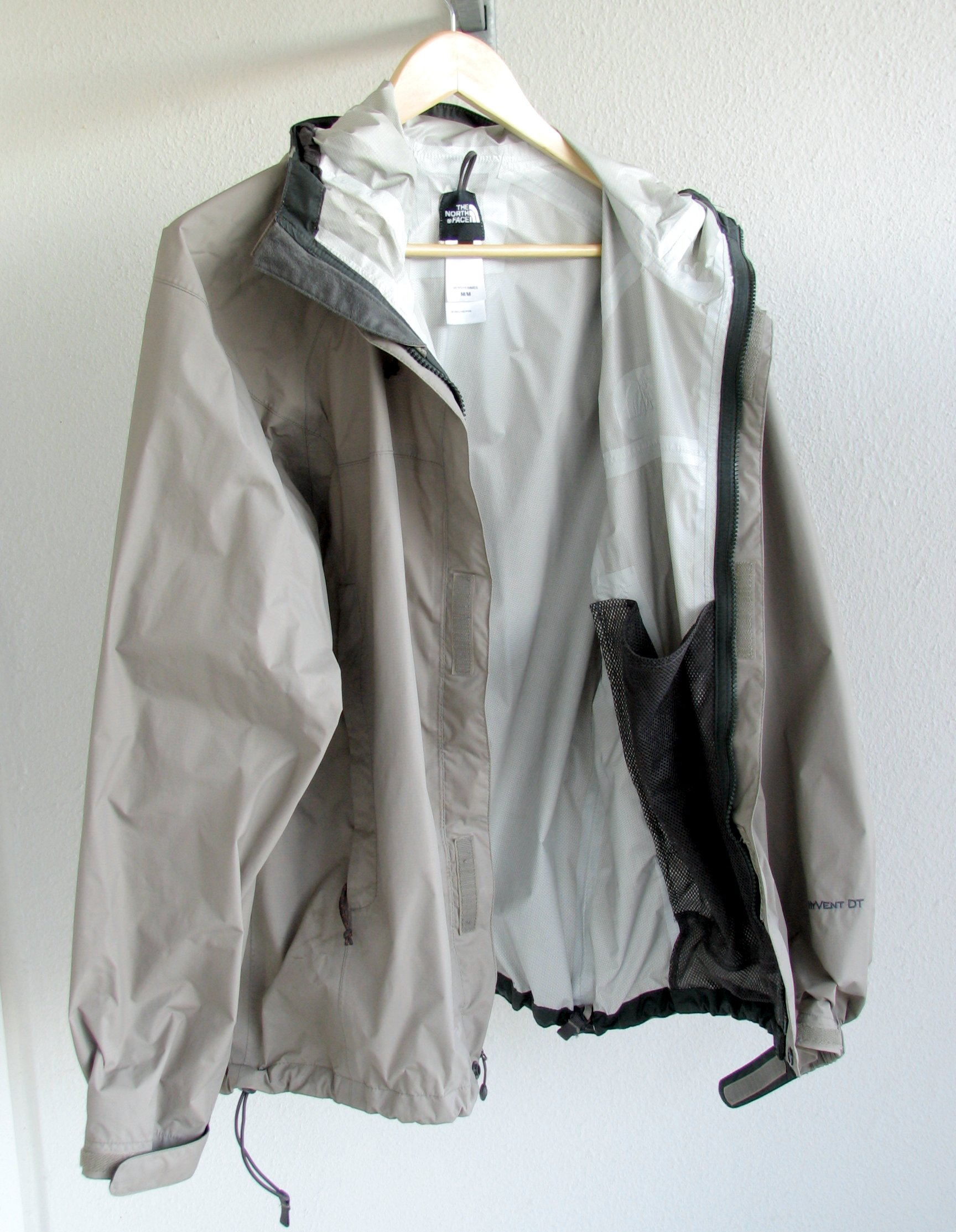
Un indumento fabbricato con materiali ad elevata traspirabilità e impermeabilità.

Tanto più un materiale è traspirante, tanto più bassa è la possibilità che si crei condensa sulla sua superficie del materiale.
Il potere traspirante determina quindi una maggiore durabilità del prodotto, in quanto l'acqua che verrebbe a formarsi in prossimità della superficie del materiale, lo renderebbe soggetto a maggiori sbalzi termici e più facilmente deteriorabile.
La traspirazione permette anche un migliore isolamento termico, infatti l'aria in condizioni stagnanti (cioè in assenza di convezione) è un buon isolante termico e acustico, ma perderebbe queste sue proprietà in presenza di acqua liquida, che invece presenta un elevato coefficiente di scambio termico.
Inoltre un alto potere traspirante del materiale favorisce il ricircolo di ossigeno tra l'ambiente esterno e l'oggetto in esame (ad esempio il luogo abitativo o un indumento).
La traspirazione gioca un ruolo importante anche nella scelta dei tessuti degli indumenti: tessuti più traspiranti infatti fanno sì che l'umidità del corpo umano venga allontanata più facilmente, diminuendo così la condensazione del sudore, e aumentando il comfort. La traspirazione dei tessuti favorisce quindi la traspirazione biologica.
Nel caso di tessuti utilizzati nell'ambito dell'abbigliamento, spesso si richiede che i materiali siano impermeabili e traspiranti allo stesso tempo.

## Misura della traspirabilità dei materiali
La traspirabilità è la misura in grammi di acqua sotto forma di vapore che in 24 ore passa attraverso una superficie di 1 m2. L'unità di misura di traspirabilità è g/m2die.